# Weltmeisterschaften im Bogenschießen 1955
Die Weltmeisterschaften im Bogenschießen 1955 wurden vom 19. bis 22. Juli in der finnischen Hauptstadt Helsinki ausgetragen.

## Ergebnisse Recurvebogen
| Disziplin         | Gold                                                         | Silber                                                     | Bronze                                                      |
| ----------------- | ------------------------------------------------------------ | ---------------------------------------------------------- | ----------------------------------------------------------- |
| Männer Einzel     | Nils Andersson                                               | Bob Rhode                                                  | Bertil Olsson                                               |
| Frauen Einzel     | Katarzyna Wiśniowska                                         | Joyce Warner                                               | Impi Hartikainen                                            |
| Männer Mannschaft | Schweden Nils Andersson Bertil Olsson Bror Lundgren          | Finnland Tapio Rautavaara Yrjö Pelli Heikki Taipale        | Belgien Jean Van den Bosch Paul Prieels André Duval         |
| Frauen Mannschaft | Großbritannien Joyce Warner Winifred Simpson Patricia Flower | Finnland Impi Hartikainen Ilta-Meri Santaoja Daggie Hellen | Polen Katarzyna Wiśniowska Maria Cugowska Janina Spychajowa |

## Medaillenspiegel
| Platz  | Land               | Gold | Silber | Bronze | Gesamt |
| ------ | ------------------ | ---- | ------ | ------ | ------ |
| 1      | Schweden           | 2    | –      | 1      | 3      |
| 2      | Großbritannien     | 1    | 1      | –      | 2      |
| 3      | Polen              | 1    | –      | 1      | 2      |
| 4      | Finnland           | –    | 2      | 1      | 3      |
| 5      | Vereinigte Staaten | –    | 1      | –      | 1      |
| 6      | Belgien            | –    | –      | 1      | 1      |
| Gesamt | Gesamt             | 4    | 4      | 4      | 12     |